# Calosoma anthracinum
Calosoma anthracinum (лат.) — вид жуков-жужелиц из подсемейства собственно жужелиц. Распространён в Мексике. Обитают на мексиканском плато на высоте от 1500 до 2500 метров над уровнем моря. Взрослых жуков можно наблюдать в июле.
Длина тела имаго 22—27 мм. Крылья редуцированы. От остальных бескрылых представителей рода отличается поперечной переднеспинкой и более удлинённым телом. Подвид C. a. microgonum от номинативного подвида отличается меньшими размерами и более стройным телом.